# Térence Joubert
Térence Joubert (Les Ulis, 30 de mayo de 1982) es un deportista francés que compitió en esgrima, especialista en la modalidad de florete.
Ganó cuatro medallas en el Campeonato Europeo de Esgrima entre los años 2003 y 2008.

## Palmarés internacional
| Campeonato Europeo | Campeonato Europeo     | Campeonato Europeo | Campeonato Europeo  |
| Año                | Lugar                  | Medalla            | Prueba              |
| ------------------ | ---------------------- | ------------------ | ------------------- |
| 2003               | Bourges (Francia)      | Medalla de oro     | Florete por equipos |
| 2005               | Zalaegerszeg (Hungría) | Medalla de bronce  | Florete por equipos |
| 2006               | Esmirna (Turquía)      | Medalla de oro     | Florete por equipos |
| 2008               | Kiev (Ucrania)         | Medalla de bronce  | Florete por equipos |